# Carpinus betulus
Carpinus betulus, el carpe blanco o carpe europeo, también conocido simplemente como carpe,  abedulillo, hojaranzo, charmilla u ojaranzo es un Carpinus nativo del oeste, centro y sur de Europa, extendiéndose tan al oriente como el oeste de Rusia y Ucrania.  Requiere un clima templado para buen crecimiento,  solo a elevaciones por encima de los 600 m s. n. m. Crece entremezclado con Quercus, y en algunas áreas con Fagus, y es un árbol común en bosques degradados.

## Descripción
Es un pequeño a mediano árbol alcanzando 15-25 m, raramente 30 m, con un tronco sinuoso. La corteza es gruesa, verdosa grisácea, aun en los viejos (véase foto): se parece a la del haya, pero tiene a menudo costillas. Los brotes, a diferencia de Fagus, tienen no más de 1 cm de longitud, y presionados hacia las alas. Las hojas son alternas, de 4-9 cm long., con  prominentes venas dando un corrugado distintivo, y márgenes serrados y se parecen a las del olmo, pero son simétricas (véase foto). Las yemas son alternas y ahusadas (véase foto), pero menos que las del haya. Las flores masculinas y femeninas nacen separadas en primavera. Las masculinas, agrupadas en amentos facilitan la polinización por el viento. El fruto es una pequeña y larga nuez de 7-8 mm longitud, parcialmente envuelta por trifoliolos, el  involucro de 3-4 cm longitud;  madura en otoño. Las semillas frecuentemente  no germinan hasta la primavera del segundo año después de la siembra. Es un prolífico semillero y tiene una  vigorosa regeneración natural.

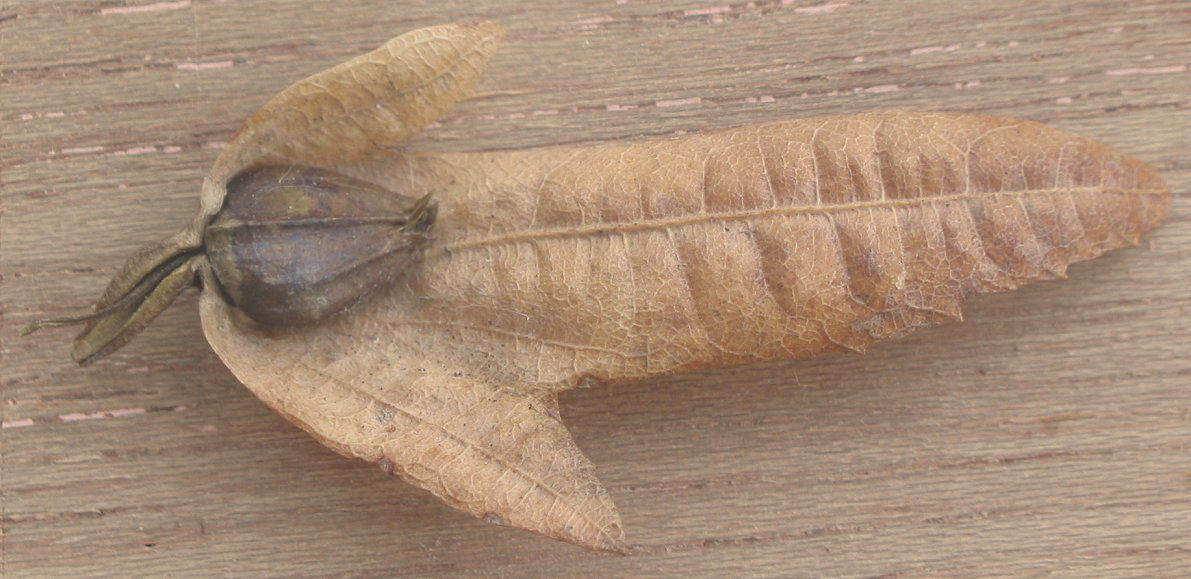
Fruto

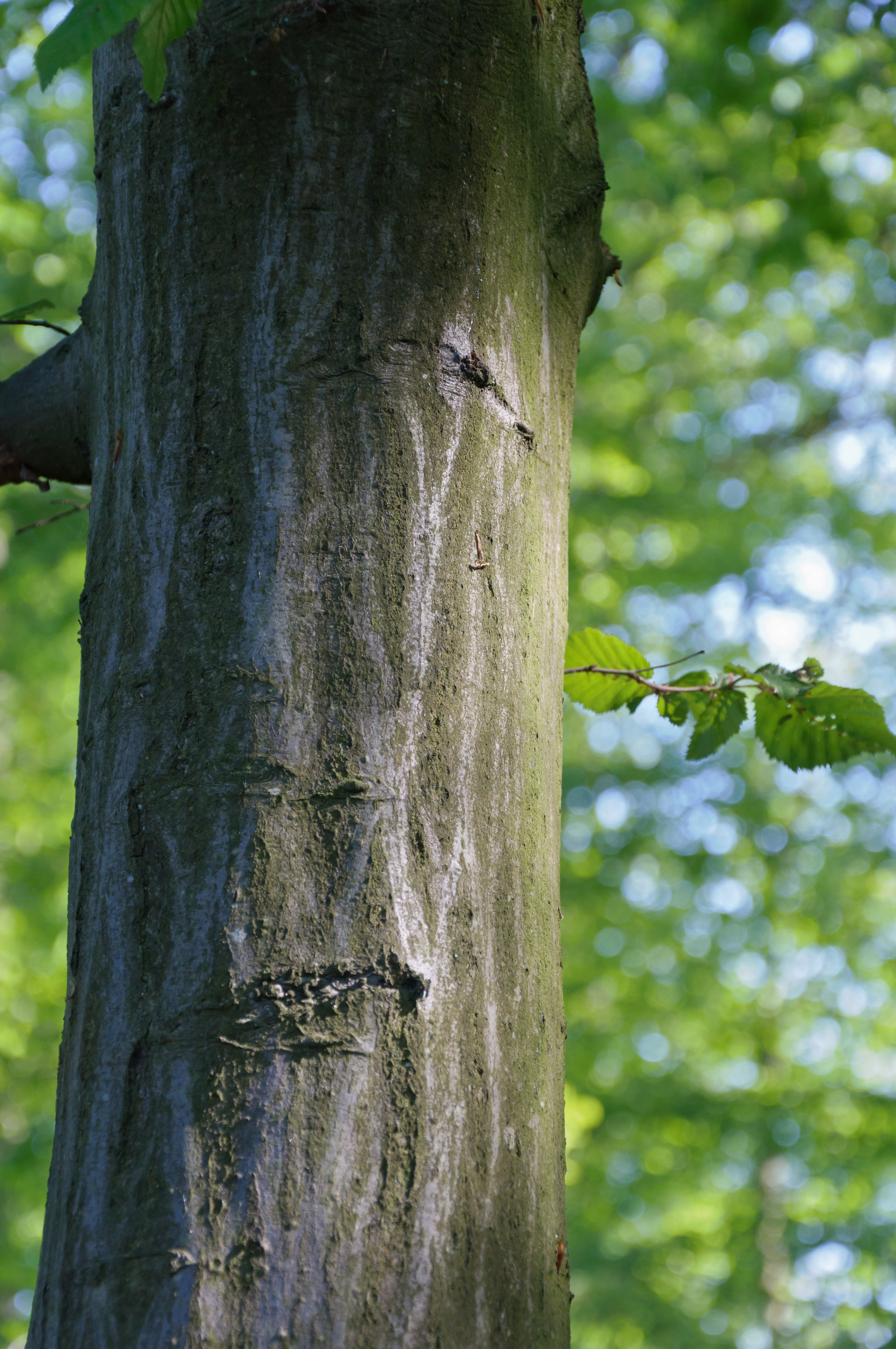
La corteza es gris y lisa, parecida a la del haya, pero puede tener costillas

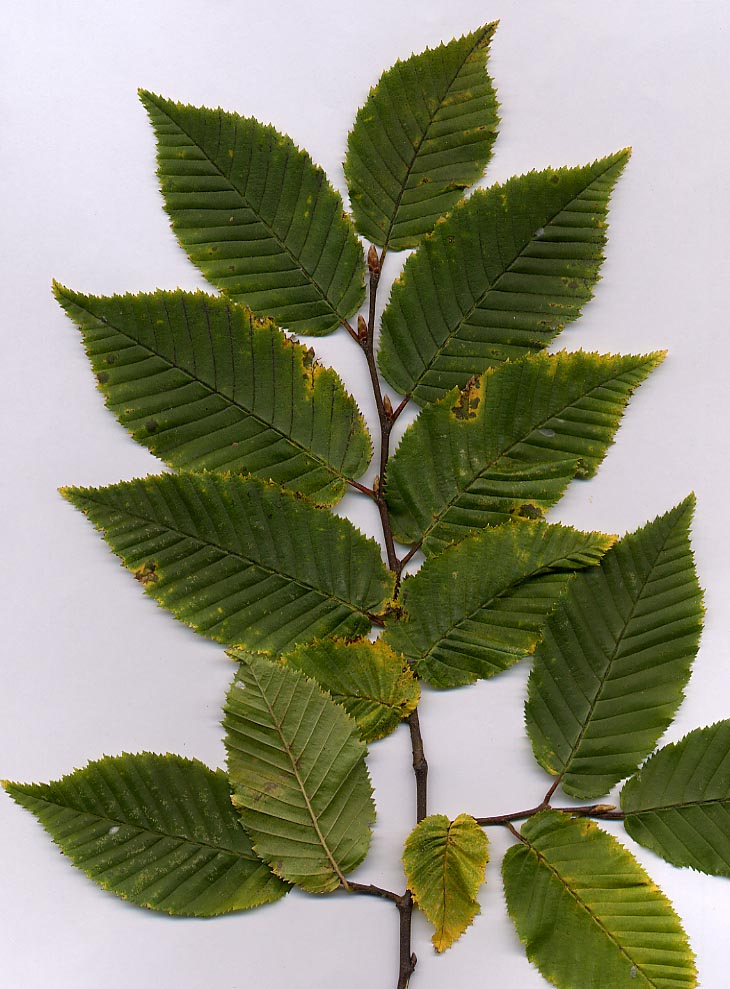
Las hojas se parecen a las del olmo, pero son simétricas. Las yemas son alternas y ahusadas, pero menos que las del haya.

La madera es pesada y dura, es usada para herramientas y material de construcción.

## Ecología
Ama el sombreado, y prefiere moderada fertilidad de suelo y de humedad. Tiene un sistema radicular escaso en profundidad pero muy expandido superficialmente, y produce muchas estacas cuando se lo tala bajo. Tiene denso follaje. 
Hay un número de notables bosques donde esta especie es la dominante:
- Epping Forest, Londres, RU
- Halltorps Reserva Natural, Oland, Suecia

## Propiedades
Principios activos: Tanino, sales, resina.
Indicaciones: Estíptico, astringente, vulnerario, pectoral, expectorante, antitusivo. El agua destilada, preparada a partir de las hojas, se usa como colirio.
Se usan sobre todo las hojas y la corteza. Se recolecta en agosto. Decocción de corteza (expectorante): 10-15 g. por taza.
Otros usos: Ornamental. La madera, blanca, densa, se ha usado para la fabricación de pasta de papel, piezas de pianos, parqués, tacos de billar, etc.

## Taxonomía
Carpinus betulus fue descrita por Carlos Linneo y publicado en Species Plantarum 2: 998. 1753.
Etimología
Carpinus: nombre genérico que  es el nombre original en latín para la especie europea.
betulus: epíteto latino que significa "abedul".
Sinonimia
- Carpinus carpinizza Kill.
- Carpinus caucasica Grossh.
- Carpinus compressus Gilib.
- Carpinus intermedia Wierzb. ex Rchb.
- Carpinus nervata Dulac
- Carpinus quercifolia Desf. ex Steud.
- Carpinus sepium Lam.
- Carpinus ulmifolia Salisb.
- Carpinus ulmifolia St.-Lag.
- Carpinus ulmoides Gray
- Carpinus vulgaris Mill.[5]

## Nombres comunes
- Español: abedulillo, carpe, charmilla, haya blanca, haya de espalleres, hojaranzo, ojaranzo, olmedilla.[6]